# جهنده (فیلم ۲۰۰۸)
جهنده (به انگلیسی: Jumper) فیلمی علمی ـ تخیلی به کارگردانی داگ لیمان محصول سال ۲۰۰۸ ایالات متحدهٔ آمریکا است که بر پایهٔ رمانی به همین نام ساخته شده‌است.
این فیلم داستان مرد جوانی است که قادر به دورنوردی است.